# Galisancho (kommunhuvudort)
Galisancho är en kommunhuvudort i Spanien.   Den ligger i provinsen Provincia de Salamanca och regionen Kastilien och Leon, i den centrala delen av landet, 160 km väster om huvudstaden Madrid. Galisancho ligger 820 meter över havet och antalet invånare är 459.
Terrängen runt Galisancho är huvudsakligen platt, men norrut är den kuperad. Galisancho ligger nere i en dal. Runt Galisancho är det mycket glesbefolkat, med 5 invånare per kvadratkilometer. Närmaste större samhälle är Alba de Tormes, 9,8 km norr om Galisancho. Trakten runt Galisancho består till största delen av jordbruksmark.